# N-nitrozo-dimetil-amin
Az N-nitrozo-dimetil-amin (NDMA), más néven dimetil-nitrózamin (DMN) mérsékelten illékony szerves vegyület, mely számos ipari folyamat melléktermékeként keletkezik, és nagyon kis mennyiségben egyes – különösen a hőkezelt, füstölt vagy pácolt – élelmiszerekben is megtalálható. Vízben oldódó, sárga, csaknem vagy teljesen íztelen és szagtalan vegyület. A máj és más szerves számára mérgező, emberben rákkeltő hatású. A rákkutatásban patkányokban rákkeltő szerként használják.

## Tulajdonságai
Sárga, jellegzetes, de gyenge szagú, édes ízű, olajszerű folyadék. Melléktermékként vagy hulladékként keletkezik ipari folyamatokban, például a rakéta-hajtóanyagként használt aszimmetrikus dimetil-hidrazin (UDMH) szintézise során, melyhez NDMA-t használnak fel. A nitrogéntartalmú szennyvizek klórozással vagy klóraminálással történő kezelése során is keletkezhet NDMA, akár ártalmas koncentrációban is. Ezen kívül NDMA keletkezhet vagy oldódhat ki a víz anioncserélő gyantával történő kezelése során is. Számos emberi fogyasztásra szánt cikkben is kimutatták kis mennyiségben, többek között pácolt húsokban, halban, sörben, dohányfüstben, de gyógyszerek szennyeződéseként is előfordulhat.. Biológiailag valószínűleg nem akkumulálódik.

## Toxicitása
Elsősorban a máj számára rendkívül mérgező, ezen kívül ismert emberi rákkeltő. Az USA Környezetvédelmi Hivatala megállapította, hogy ivóvízben legfeljebb 7 ng/L a megengedhető koncentrációja, de hatósági határértéket még nem állapítottak meg. Nagyobb mennyiségben erős májméreg, patkányokban májfibrózist okoz. Jól dokumentált patkányokban, hogy a kis dózisú krónikus kitettség májtumorkeltő hatású. Az emberre vonatkoztatott mérgező hatását az állatkísérletek eredményei alapján határozták meg, humán kísérleti adatok kevéssé állnak rendelkezésre.
Az ivóvíz NDMA-val történő szennyeződése különösen problémás, mivel nagyon kis koncentrációban is ártalmas hatású, ilyen kis mennyiség kimutatása nehézkes, és az ivóvízből történő eltávolítása is nehezen megoldható. Biológiailag nehezen bomlik le, megkötődése és illékonysága is korlátozott, így aktív szénnel nem köthető meg, és a talajokban is akadálytalanul vándorol. Viszonylag erős, 200-260 nm-es UV-sugárzás hatására az N-N kötés felbomlik, ami felhasználható az ártalmatlanítására. Ezen kívül a fordított ozmózis használható még mennyiségének – mintegy 50%-ban történő – csökkentésére.
Az USA-ban a rendkívül veszélyes anyagok közé sorolják, az NDMA-t jelentős mennyiségben előállító, tároló vagy felhasználó üzemeknek szigorú jelentéstételi kötelezettségeik vannak.

## Mérgezések
Több szándékos, NDMA-val elkövetett mérgezés is sajtóvisszhangot kapott. 1978. április 13-án Németországban egy ulmi tanárt ítéltek el, mert NDMA-val mérgezett dzsemmel ölte meg a feleségét. 1978-ban Steven Roy Harper limonádéba kevert NDMA-t a Johnson család otthonában, az USA Nebraska államában lévő Omahában. A mérgezéstől a 30 éves Duane Johnson és a 11 hónapos Chad Sheldon meghalt. Harpert halálra ítélték, de mielőtt kivégezték volna, a börtönben öngyilkos lett. 2013-ban Huang Yang, a Fudan Egyetem posztgraduális képzését végző medikus hallgatója lett NDMA mérgezés áldozata Sanghajban. Huangot a szobatársa, Lin Senhao mérgezte meg, aki NDMA-t tett a szobájuk vízhűtőjébe. Lin azt állította, hogy tettét csak bolondok napi tréfának szánta. Halálra ítélték és 2015-ben kivégezték.

## Fordítás
Ez a szócikk részben vagy egészben  a   N-Nitrosodimethylamine című angol Wikipédia-szócikk ezen változatának fordításán alapul.  Az eredeti cikk szerkesztőit annak laptörténete sorolja fel. Ez a jelzés csupán a megfogalmazás eredetét és a szerzői jogokat jelzi, nem szolgál a cikkben szereplő információk forrásmegjelöléseként.

## További olvasnivalók
- Nitrosodimethylamine (NDMA) Information
- CDC – NIOSH Pocket Guide to Chemical Hazards
- Method Development for the Determination of N-Nitrosodimethylamine (NDMA) in Drinking Water
- SFPUC NDMA White Paper
- Public Health Statement for n-Nitrosodimethylamine
- Toxicological Profile for n-Nitrosodimethylamine CAS# 62-75-9